# Neoleptoneta myopica
Neoleptoneta myopica là một loài nhện trong họ Leptonetidae. Loài này năm là đặc hữu của de Amerikaanse staat Texas.
N. myopica heeft een crèmekleurig lijf en zeer lange poten. De zes ogen van de spin zijn zo goed als afwezig: zij bevatten geen pigmenten en kunnen dus geen licht waarnemen.
Loài này thuộc chi Neoleptoneta en được miêu tả năm 1974 bởi Willis J. Gertsch. Neoleptoneta myopica wordt beschouwd als een bedreigde diersoort, hij staat op de rode lijst van de IUCN echter als onzeker vanwege een tekort aan gegevens.